# Wanted - $5,000
Wanted - $5,000 è un cortometraggio muto del 1919 diretto da Gil Pratt (Gilbert Pratt). Il film, di genere comico, è interpretato da Harold Lloyd, Bebe Daniels, Sammy Brooks.

## Produzione
Il film fu prodotto da Hal Roach per la Rolin Films.

## Distribuzione
Distribuito dalla Pathé Exchange, il film - un cortometraggio di una bobina - uscì nelle sale cinematografiche USA il 12 gennaio 1919. La Pathé Frères lo distribuì in Francia il 5 novembre 1920 con il titolo francese Cinq mille dollars. Il 25 giugno 1922, fu rieditato per il mercato americano.
La pellicola è considerata presumibilmente perduta.